# Тен Кате, Хенк
Хе́нк тен Ка́те (нидерл. Henk ten Cate; род. 9 декабря 1954, Амстердам) — нидерландский футболист и тренер. В качестве игрока выступал на позиции левого полузащитника за команды «Гоу Эхед Иглз», «Эдмонтон Дриллерз», «Телстар» и «Хераклес». В 1979 году сыграл один матч за сборную Нидерландов по мини-футболу.

## Тренерская карьера
В сезоне 2005/06 работал в «Барселоне» помощником Франка Райкарда, который привёл команду к победам в Лиге чемпионов и Ла Лиге. После этого до октября 2007 года работал главным тренером «Аякса» и выиграл три трофея для нидерландского клуба. Тен Кате присоединился к тренерскому штабу «Челси» 11 октября 2007 года как помощник главного тренера, но ушёл в отставку после поражения в финале Лиги чемпионов 2008 года, через пять дней после отставки главного тренера Авраама Гранта. Он известен как грамотный тактик, приверженец стилей «Аякса» и «Барселоны».